# Open World Entertainment
Open World Entertainment là hãng thu âm độc lập và công ty quản lý, phát hiện, đào tạo bồi dưỡng tài năng âm nhạc của Hàn Quốc được thành lập năm 2000 bởi Jang Seok-Woo. Địa điểm của công ty tọa lạc tại Cheongdam-dong, Gangnam-gu. Công ty này chính thức hoạt động từ tháng 12 năm 2007, hiện hãng này đang quản lý các nhóm nhạc The Boss, X-5, ngôi sao Jun Jin của nhóm Shinhwa và các nam diễn viên Ko Joo Won, Shin Ji Woo (từng tham gia bộ phim Những nàng công chúa nổi tiếng).
Đây là một hãng đào tạo tài năng giải trí và cả các nhóm nam ca sĩ nổi tiếng, đóng vai trò đáng kể trong việc thúc đẩy "làn sóng Hàn Quốc" tại nhiều quốc gia trên thế giới. Các sản phẩm của Open World Entertainment được phân phối bởi hãng Loen Entertainment một đơn vị có mối quan hệ công ty hợp danh với hãng Sony Music Entertainment của Nhật Bản. Trong năm 2011, Open World Entertainment là chủ sở hữu quyền thương hiệu với tên nhóm nhạc Shinhwa.

## Bê bối
Năm 2012, công ty bị vướng vào một vụ bê bối tình dục khi vụ việc các nữ ca sĩ và diễn viên trẻ bị cưỡng hiếp tập thể được báo chí đưa tin. Nạn nhân của vụ việc gồm 6 người, trong đó có hai người dưới tuổi vị thành niên, ngoài ra cảnh sát cho biết có hơn 11 nạn nhân đã bị cưỡng hiếp, trong đó có hai cô gái dưới 18 tuổi. Một số thông tin khác cho biết, cho biết số nạn nhân (tuổi từ 18-20) đến học làm ca sĩ bị ép quan hệ tình dục tại trung tâm này có thể còn nhiều hơn, nhưng từ chối đưa ra con số cụ thể vì đang trong quá trình điều tra. Cảnh sát Hàn Quốc đã bắt giữ và đang thẩm vấn ông Jang Seok Woo chủ Hãng Open World Entertainment. Khi khám xét, họ đã phát hiện thấy đồ chơi, các công cụ hỗ trợ tình dục, cùng nhiều bao cao su trong phòng của ông này.
Theo điều tra của cảnh sát thì ông Jang Seok Woo thường yêu cầu các học viên là nữ ca sĩ, diễn viên trẻ ở lại trung tâm đến tận đêm khuya, khi các nhân viên của hãng về hết. Sau đó, ông đưa các học viên này xuống phòng thu âm (studio) ở tầng hầm tòa nhà, cho họ uống bia có pha chất kích dục rồi cưỡng hiếp họ hay ít ra là có hành động sàm sỡ với một loạt những người này. Thậm chí ông này còn ra lệnh cho thành viên một số nhóm nhạc nam thuộc sự quản lý của mình dưới màu áo của Open World Entertainment quản lý tham gia cưỡng hiếp các nạn nhân này (tham gia vào vụ cưỡng hiếp tập thể nữ nhân viên tập sự của công ty) tại sàn nhà và ngồi trong văn phòng ở tầng 5 rồi xem trực tiếp qua máy quay phim.
Một số cáo buộc ông này thường xuyên đe dọa các nạn nhân, phần lớn là nữ diễn viên truyền hình và ca sĩ trẻ ký hợp đồng với Open World Entertainment là không được tiết lộ việc bị lạm dụng tình dục, nếu tiết lộ sẽ bị trả thù. Ông ta còn dọa nếu không nghe lời, họ sẽ không có bất cứ tương lai nào trong ngành giải trí ở Hàn Quốc vì ông ta có địa vị rất lớn có thể thao túng ngành giải trí này. Một số nhân chứng khai rằng trong ngày sinh nhật của một thành viên cấp cao của công ty, người này đã yêu cầu quán bar cho thuê một phòng riêng để hoạt động. Ở đó, một học viên nam được yêu cầu múa khỏa thân trong khi các học viên nữ phải tiếp rượu cho vị này và bị người này sờ đùi, vuốt ve những bộ phận nhạy cảm trên cơ thể. Còn có rất nhiều các diễn viên, nghệ sĩ và học viên trẻ khác bị đối xử như những công cụ tình dục và phải mua vui bằng cách cởi quần áo ngay trước mặt những lãnh đạo ở đây mà không hề ngượng ngịu. Họ phải chịu những động chạm, vuốt ve vào bộ phận nhậy cảm trên cơ thể. Một số cô gái kể rằng họ được yêu cầu đi ăn tối với một số vị lãnh đạo cấp cao, những người này thường xuyên sờ vào đùi và luồn tay vào trong váy của các cô gái.
Sau sự cố này thì Công ty giải trí Open World Entertainment đã phải gửi bản thông cáo báo chí tới các phương tiện truyền thông để xin lỗi người hâm mộ. Trước đó, website chính thức của công ty cũng phải đóng cửa hoạt động. Hãng đã công khai xin lỗi và khẳng định các nam ca sĩ và diễn viên của hãng không liên quan đến các vụ cưỡng hiếp. Ngoài ra hãng đã đình chỉ mọi hoạt động của các diễn viên và ca sĩ, ngoại trừ chuyến lưu diễn thế giới của nhóm Shinhwa.
Theo tin từ cảnh sát thì ông bầu Jang Seok-woo, từng là đại ca của một băng nhóm tội phạm và chủ của một hộp đêm, đã quản lý tất cả các cô gái có ước mơ trở thành ca sĩ vào trung tâm. Nhưng sau đó, ông này ép các cô gái quan hệ tình dục với các ca sĩ cũng do trung tâm này đào tạo, ông cũng là kẻ chủ mưu đứng sau vụ tranh chấp hợp đồng giữa nhóm nhạc nữ Kara và công ty đại diện nhóm DSP Media năm 2011. Năm 2010 Ủy ban Nhân quyền Hàn Quốc công bố khảo sát cho thấy trong số 111 nữ diễn viên đã vào nghề và 240 người mới nổi được hỏi, có tới 60% thừa nhận đã phải hiến thân cho những nhân vật có quyền lực trong ngành giải trí.